# Відкритий чемпіонат США з тенісу 2024
Відкритий чемпіонат США з тенісу 2024 проходив із 26 серпня по 8 вересня 2024 року на відкритих кортах Тенісного центру імені Біллі Джин Кінг у парку Флашинг-Медоуз у районі Нью-Йорка Квінз. Це четвертий турнір Великого шолома календарного року.
Титули чемпіонів США в одиночному розряді в чоловіків та жінок захищали Новак Джокович та Коко Гофф.

## Турнір
Турнір проходив під егідою Міжнародної федерації тенісу (ITF) і був частиною ATP та WTF  турів. Турнір проходив на 17 кортах з твердим покриттям зокрама на трьох шоу-кортах: Артура Еша, Луї Армстронга та Грандстенді. Гасло турніру: Свято сили тенісу організатори обрали з огляду на «користь найбільш здорового у світі спорту».
Змагання на інвалідних візках цього року не проводилися через перекриття з Паралімпійськими іграми.

## Огляд подій та досягнень
Чемпіоном США  серед чоловіків став італієць Яннік Сіннер, для якого це перша перемога в Нью-Йорку та другий виграний грендслем.  
Серед жінок перемогла Орина Соболенко. Це для неї перший титул чемпіонки США, та третя перемога на турнірах Великого шолома загалом. 
Австралійці Макс Перселл та Джордан Томпсон виграли змагання чоловічих пар. Для Перселла це другий мейджор, для Томпсона — перший. 
Змагання жіночих пар виграв українсько-латвійський дует Людмила Кіченок та Єлєна Остапенко. Для обох це другий виграний грендслем: Остапенко має в активі одиночну перемогу на Ролан Гарросі,  Кіченок вигравала Вімблдон у міксті. 
У міксті перемогла італійська пара  Сара Еррані та Андреа Вавассорі. Для Вавассорі це перший виграний мейджор, для Еррані це перший грендслем у міксті й шостий загалом, враховуючи 5 мейджорів та кар'єрний грендслем серед жіночих пар.

## Результати фінальних матчів

### Дорослі
| Одиночний розряд. Чоловіки (Докладніше) |                               |               |
| Яннік Сіннер                            | Тейлор Фріц                   | 6–3, 6–4, 7–5 |
|                                         |                               |               |
| Одиночний розряд. Жінки (Докладніше)    |                               |               |
| Орина Соболенко                         | Джессіка Пегула               | 7-5, 7-5      |
|                                         |                               |               |
| Парний розряд. Чоловіки (Докладніше)    |                               |               |
| Макс Перселл Джордан Томпсон            | Кевін Кравіц Тім Пюц          | 6–4, 7–6(7–4) |
|                                         |                               |               |
| Парний розряд. Жінки (Докладніше)       |                               |               |
| Людмила Кіченок Єлена Остапенко         | Крістіна Младенович Чжан Шуай | 6–4, 6–3      |
|                                         |                               |               |
| Змішаний парний розряд (Докладніше)     |                               |               |
| Сара Еррані Андреа Вавассорі            | Тейлор Таунсенд Доналд Янг    | 7–6(7–0), 7–5 |

### Юніори
| Одиночний розряд. Хлопці           |                            |                     |
| Рафаель Ходар                      | Ніколай Будков К'єр        | 2–6, 6–2, 7–6(10–1) |
|                                    |                            |                     |
| Одиночний розряд. Дівчата          |                            |                     |
| Міка Стоясавлєвич                  | Вакана Сонобе              | 6–4, 6–4            |
|                                    |                            |                     |
| Парний розряд. Хлопці              |                            |                     |
| Максім Мрва Сакамото Рей           | Деніс Петак Флінн Томас    | 7–5, 7–6(7–1)       |
|                                    |                            |                     |
| Парний розряд. Дівчата             |                            |                     |
| Малак Ель Алламі Емілі Сартц-Лунде | Юліє Паштікова Юлія Стусек | 6–2, 4–6, [10–6]    |
|                                    |                            |                     |

## Виноски
1. ↑  The 2024 US Open will celebrate the power of tennis. USTA. 3 червня 2024. Процитовано 3 червня 2024.
2. ↑  US Open organisers of grand slam cancel wheelchair tennis for 2024 tournament due to Paralympics clash. Sky Sports. 28 вересня 2023. Процитовано 18 серпня 2023.